# Neradnovci
Neradnovci (madžarsko Nádorfa) so naselje v Občini Gornji Petrovci.